# LY Aurigae
LY Aurigae är en multipelstjärna i södra delen av stjärnbilden Kusken. Den har en skenbar magnitud av ca 6,85 och kräver åtminstone en handkikare för att kunna observeras. Baserat på parallaxmätning inom Hipparcosuppdraget på ca 3,3 mas, beräknas den befinna sig på ett avstånd på ca 1 000 ljusår (ca 300 parsek) från solen. Den rör sig bort från solen med en heliocentrisk radialhastighet på ca 5 km/s. Stjärnan ingår i stjärnföreningen Aurigae OB1.

## Egenskaper
Primärstjärnan LY Aurigae Aa är en blå ljusstark jättestjärna av spektralklass O9 II. Den har en massa som är ca 26 solmassor, en radie som är ca 16 solradier och har ca 214 000 gånger solens utstrålning av energi från dess fotosfär vid en effektiv temperatur av ca 31 000 K.

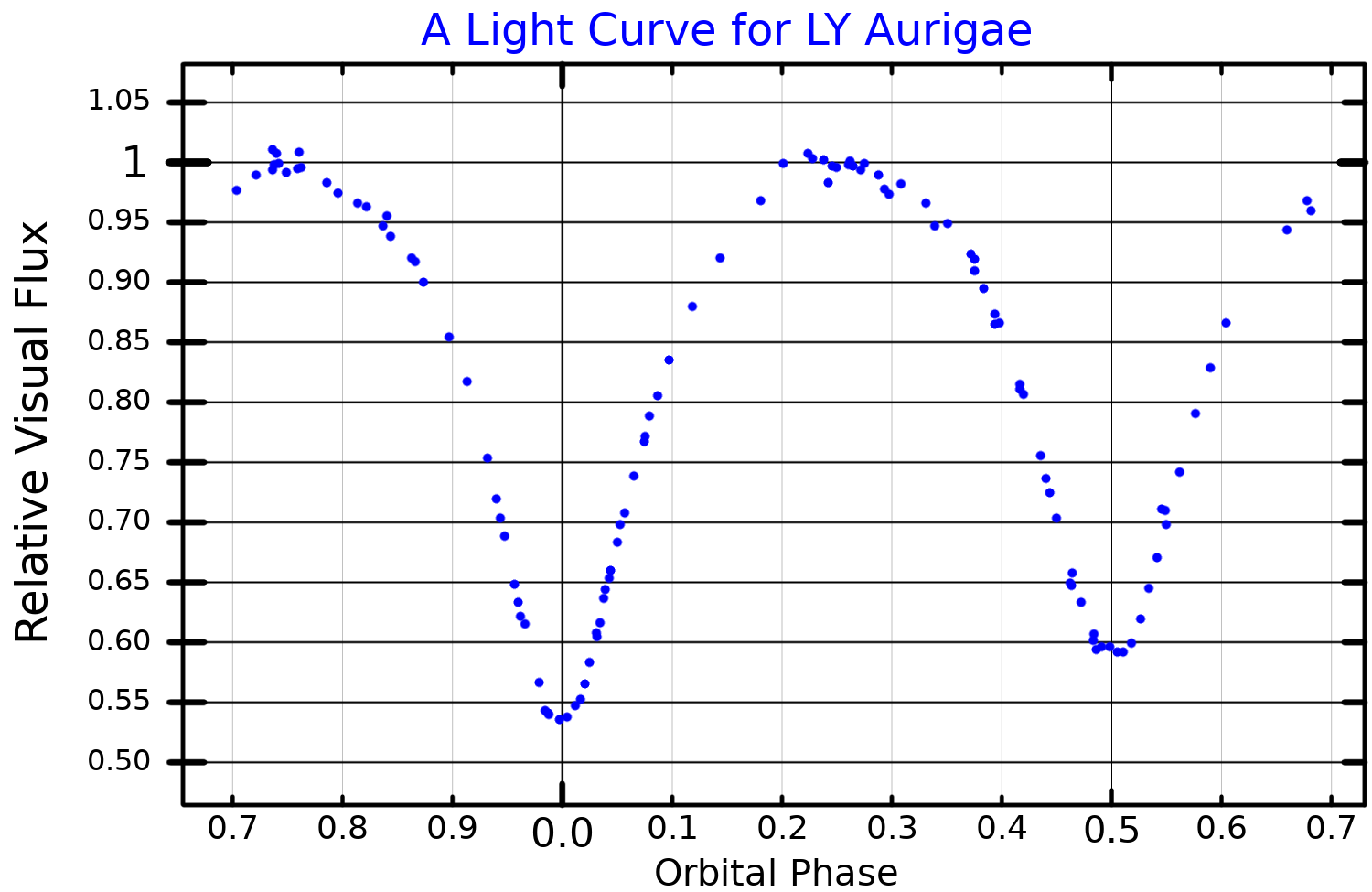
Ljuskurva i visuella bandet för LY Aurigae, plottad från Mayer et al. (2013),

LY Aurigae är en förmörkelsevariabel som sjunker i ljusstyrka med 0,7 magnituder med en period av fyra dygn. De två stjärnorna har magnituden 6,85 och 8,35 och ligger med 0,6 bågsekunders separation. 
LY Aurigae A är en dubbelsidig spektroskopisk dubbelstjärna med en ljusstark jätte och en jättestjärna båda av spektraltyp O9. Den klassificeras som en Beta Lyrae-variabel. Primärstjärnans förmörkelsen minskar magnituden med 0,69 enheter och följeslagarens förmörkelse med 0,60 enheter. På grund av systemets kontaktkaraktär och stjärnornas deformerade former, varierar magnituden konstant under hela omloppscykeln. Omloppsperioden förändras långsamt på grund av massutbytet mellan stjärnorna. Varje stjärna har över hundratusen gånger solens luminositet.
LY Aurigae B är en enkelsidig spektroskopisk dubbelstjärna med en omloppstid på 20,5 dygn. Den är förmodligen en tidig huvudseriestjärna av spektraltyp B och följeslagaren går inte att upptäcka. De två stjärnorna tillsammans har 47 000 gånger solens ljusstyrka.